# جون روس (تنس)
جون روس (بالإنجليزية: John Ross)‏ مواليد 29 فبراير 1964 في سان دييغو، هو لاعب كرة مضرب أمريكي سابق وكان يلعب باليد اليمنى. أعلى تصنيف له في الفردي كان المركز الـ 92 في سنة 1988. أعلى تصنيف له في الزوجي كان المركز الـ 172 في سنة 1988.

## النهائيات

### الزوجي: (1)
| الرقم | السنة | الدورة                           | الأرضية | الشريك    | المنافس             | النتيجة       |
| ----- | ----- | -------------------------------- | ------- | --------- | ------------------- | ------------- |
| 1.    | 1986  | ويست بالم بيتش، الولايات المتحدة | ترابية  | ديريك تار | ريكي براون تيم سيجل | 4–6, 6–4, 6–4 |

## روابط خارجية
- جون روس على موقع رابطة محترفي التنس (الإنجليزية)
- جون روس على موقع الاتحاد الدولي لكرة المضرب (الإنجليزية)
- جون روس على موقع خلاصة التنس.كوم (الإنجليزية)